# Greenville, Alabama
Greenville är en stad i den amerikanska delstaten Alabama med en yta av 55,3 km² och en folkmängd som uppgår till 7 228 invånare (2000). Greenville är administrativ huvudort (county seat) i Butler County. Ortens smeknamn är The Camellia City.